# Ålandsoverenskomsten af 1921
Ålandsoverenskomsten af 1921 er en afgørelse af Folkeforbundet, hvorved det bestemmes, at Ålandsøerne skulle være i statsmæssig tilknytning til Finland.

## Historie
Under 1. verdenskrig anlagde Rusland, som Finland med Ålandsøerne da hørte under, på trods af bestemmelserne i Freden i Paris (1856) stærke befæstninger på Ålandsøerne omfattende betydelige landfæstninger med ret store troppestyrker, en stærk base for undervandsbåde og 2 store lufthavne samt radiostationer.
Samtidig med Finlands uafhængighedserklæring i 1917 afholdtes på Ålandsøerne en folkeafstemning, om landskabet ønskede tilknytning til Finland eller Sverige. Resultatet gav stort flertal for Sverige. Den 13. februar 1918 sendtes en svensk flådeafdeling til Ålandsøerne dels for at overføre ålændinge til Sverige, dels for at mægle mellem den finske Hvide Garde og de russiske tropper samt overføre disse sidste til Rusland. Senere kom også svenske landtropper (Göta lifgarde). Den 7. marts 1918 ankom en tysk flådeafdeling med landgangstropper for at hjælpe til med overførelsen af det russiske mandskab (2.000 mand). Den 15. marts var dette arbejde tilendebragt, og de svenske militærafdelinger forlod Ålandsøerne.
I 1919 afholdtes en ny folkeafstemning, som resulterede i, at der af 10.196 stemmer blev afgivet 9.735 for Sverige. I april 1919 henvendte Sverige sig med en note til Fredskonferencen i Paris, og på Englands foranledning indbragtes spørgsmålet for Folkeforbundet, der den 24. juni 1921 bestemte, at Ålandsøerne vedblivende skulle have politisk tilslutning til Finland, hvilket Sverige måtte acceptere.
Den 20. august 1921 undertegnedes en international overenskomst om Ålandsøernes neutralisering, hvori bestemmes, at øerne ikke må befæstes. Overenskomsten undertegnedes af Sverige, Finland, Estland, Letland, Polen, Tyskland, Danmark, England, Frankrig og Italien.